# Pere de Clasquerí
Pere de Clasquerí   (segle XIV - Agde, 10 de gener de 1380) fou Bisbe d'Osca (1351-1357), arquebisbe de Tarragona (1357-1380) i canceller de la Corona d'Aragó.

## Biografia
D'origen català, Pere de Clasquerí es doctorà en dret. Fou canonge de Barcelona, bisbe d'Osca i de Mallorca i traslladat a Tarragona el febrer de 1358. Fou partícip de les corts celebrades a Barcelona de 1358, on va destacar de manera tan notable que el papa Innocenci VI el va honorar amb el títol de patriarca d'Antioquia i el rei Pere d'Aragó el va tenir com a conseller. Essent arquebisbe de Tarragona celebrà tres concilis provincials (1354, 1368, 1369). Fou un ferm defensor dels drets de la Mitra davant de les pretensions dels tarragonins. Les conseqüències d'aquest litigi suposaren la seva compareixerença a la cort d'Avinyó, on el papa va sentenciar a favor dels seus postulats.
Tornant d'Avinyó, a la ciutat d'Agde, morí el 10 de gener de 1380. Transcorreguts vuit anys, les seves despulles foren traslladades a Tarragona i dipositades en una urna al mur de la capella dels Sastres, al costat de l'epístola de la Catedral.

## Escut heràldic
D'or, una campana de sable, carregada per una creu tripòmia d'or. Bordura de vuit peces de sable.